# Hjalmar Kutzleb
Hjalmar Kutzleb (eigentlich Hilmar Hermann Kutzleb; * 23. Dezember 1885 in Siebleben; † 19. April 1959 in Celle) war ein deutscher Schriftsteller und Pädagoge.

## Leben
Kutzleb studierte in Leipzig und Marburg Philosophie, Germanistik, Geschichte und Geografie. Nach dem 1909 abgeschlossenen Studium unterrichtete er an Gymnasien in Weilburg, Guben, Berlin, Finsterwalde und seit 1919 in Minden. 1935 wurde er als Professor für Geschichte an der Hochschule für Lehrerbildung in Weilburg berufen, wo er mit Unterbrechungen nach der Wiedergründung bis 1949 beschäftigt war.
Während seiner Studienzeit in Leipzig wurde Kutzleb Mitglied des Alt-Wandervogels und übernahm 1905 die Kreisleitung des Altwandervogels für Sachsen und Schlesien. 1910 trat er in den neugegründeten Jung-Wandervogel über. Sein 1911 unter dem Pseudonym Horant verfasstes Lied Wir wollen zu Land ausfahren (vertont durch Kurt von Burkersroda), das die romantische Suche nach der Blauen Blume beschreibt, gilt als bekanntestes Lied der Wandervogelbewegung.
Bereits während des Studiums verfasste Kutzleb literarische Texte, zunächst vorwiegend für und über die Wandervogelbewegung. Mit dem Antritt der Lehrerstelle in Minden im Jahr 1919 begann die Hauptphase seines literarischen Schaffens, die bis zu seinem Tod andauerte. Sein Werk, mehr als 60 Romane, Novellen und Sachbücher, umfasst vorwiegend „Bücher, die frühgeschichtlich-archäologische Themen und anekdotisch greifbare Ereignisse und Lebensläufe aus der mittelalterlichen und neueren Regionalgeschichte verarbeiten“, und ist „von germanisierend-nationaler Erziehungstendenz“ geprägt.
Während der Zeit des Nationalsozialismus erfuhren Kutzlebs Werke eine positive Rezeption, 1936/37 wurde sein Roman Ein Paar Reiterstiefel mit dem zweiten Preis beim erstmals vergebenen Hans-Schemm-Preis für das deutsche Jugendschrifttum ausgezeichnet; in der Begründung der Jury wurde hervorgehoben, dass das Buch „deutsche Menschen in Einsatz und Kampf zeige“ und „von manchen Schelmenstreichen (durchsetzt)“ sei. Fritz W. Franzmeyer sieht in Kutzlebs Werk deutliche antisemitische Aussagen. Während die Ablehnung von Frauenemanzipation und Republik sich aus der Erzählhandlung entwickelten, so Franzmeyer, seien Kutzlebs antisemitische Angriffe ohne dramaturgische Notwendigkeit als Versatzstücke vielen Werken eingepflanzt worden. In einer Rezension des Werks Mord an der Zukunft schloss Kurt Tucholsky schon 1930, dass Kutzleb ein „Mitläufer des Herrn Hitler“ sei. Kutzleb beantragte am 26. Januar 1936 die Aufnahme in die NSDAP, wurde aber 1937 abgelehnt.

## Auszeichnungen
- 1936/37: Zweiter Preis beim Hans-Schemm-Preis für das deutsche Jugendschrifttum für Ein Paar Reiterstiefel

## Werke (Auswahl)
- Landfahrerbuch. Gedichte. 1921 (illustriert von A. Paul Weber).
- Der Zeitgenosse mit den Augen eines alten Wandervogels gesehen. 1922 (illustriert von A. Paul Weber).
- Die Söhne der Weißgerberin. 1925 (spätere Auflagen illustriert von A. Paul Weber).
- Die Hochwächter. Zeitroman. 1927.
- Steinbeil und Hünengrab. Deutschland in der Vorgeschichte. 1929.
- Mord an der Zukunft. 1929 (illustriert von A. Paul Weber).
- Schule und Erziehung. Stoffsammlung für die volksbürgerliche Arbeit. 1931.
- Haus der Genesung. Sanatoriums-Roman. 1932.
- Morgenluft in Schilda. Roman einer kleinen Stadt. 1933.
- Thors Hammer. Bühnenspiel in einem Vorspiel und fünf Aufzügen. 1933.
- Der erste Deutsche. Roman Hermanns des Cheruskers. 1934.
- Herzog Sterngucker. Roman. 1935.
- Speerkampf und Jagdzauber. Erzählungen aus deutscher Vorzeit. 1935.
- Dirk Winlandfahrer. Jugendbuch. 1936 (illustriert von Adolf Otto Koeppen).
- Ein Paar Reiterstiefel oder Die Schlacht bei Minden. 1936.
- Das ewig närrische Herz. Erzählungen. 1937.
- Der Raub des heiligen Hammers. 1937.
- Meister Johann Dietz. Der abenteuerliche Feldscher und Barbier. 1938 (illustriert von A. Paul Weber).
- Das letzte Gewehr. Roman. 1938.
- Die Teufelsmüller. Zweierlei Leute Schicksal. 1939.
- Grimmenstein. Roman. 1939.
- Zeitgenosse Linsenbarth. 1940.
- Fritz Vorchtenit. Die Geschichte einer Jugend. 1941.
- Pfingstweide. Roman. 1942.
- Der Ritt nach Ohrdruf. 1943.
- Die abenteuerliche Reise Ferdinand Bittendübels. 1943.
- Rabenschanz. 1949.
- Der Kesselbacher Brautlauf. Erzählung. 1950.
- Die Lücke im Stammbaum oder Creutzburg mit dem Span. Ein humoriger Roman. 1953.
- In den blauen Montag. 1954.

## Sekundärliteratur
- Fritz W. Franzmeyer: Hjalmar Kutzleb (1885–1959), Mindener Heimatschriftsteller, Gesellschaftskritiker, Antisemit. In: Literatur in Westfalen. Band 8, Aisthesis-Verlag, Bielefeld 2006, ISBN 3-89528-557-9, S. 101–132.